# Shinkansen-Baureihe 500
Die Shinkansen-Baureihe 500 (jap. 新幹線500系電車, Shinkansen 500-kei densha) ist ein japanischer Hochgeschwindigkeitszug, der seinen Dienst am 22. März 1997 aufnahm und von dem 9 Einheiten vorhanden sind. Betrieben wird er von der JR Nishi-Nihon (engl. JR West), an der Herstellung waren unter anderem Kawasaki Jūkōgyō (Kawasaki Heavy Industries) und Hitachi Seisakusho (Hitachi) beteiligt. Nachdem der Zug zunächst das Flaggschiff von JR West war und auf den Nozomi-Expressverbindungen von San’yō- und Tōkaidō-Shinkansen im Dienst war, wurde er zwischen den Jahren 2008 und 2010 zu einer verkürzten Formation neu zusammengestellt und ist seither auf den langsameren Kodama-Verbindungen ausschließlich auf der San’yō-Shinkansen im Einsatz.

## Geschichte

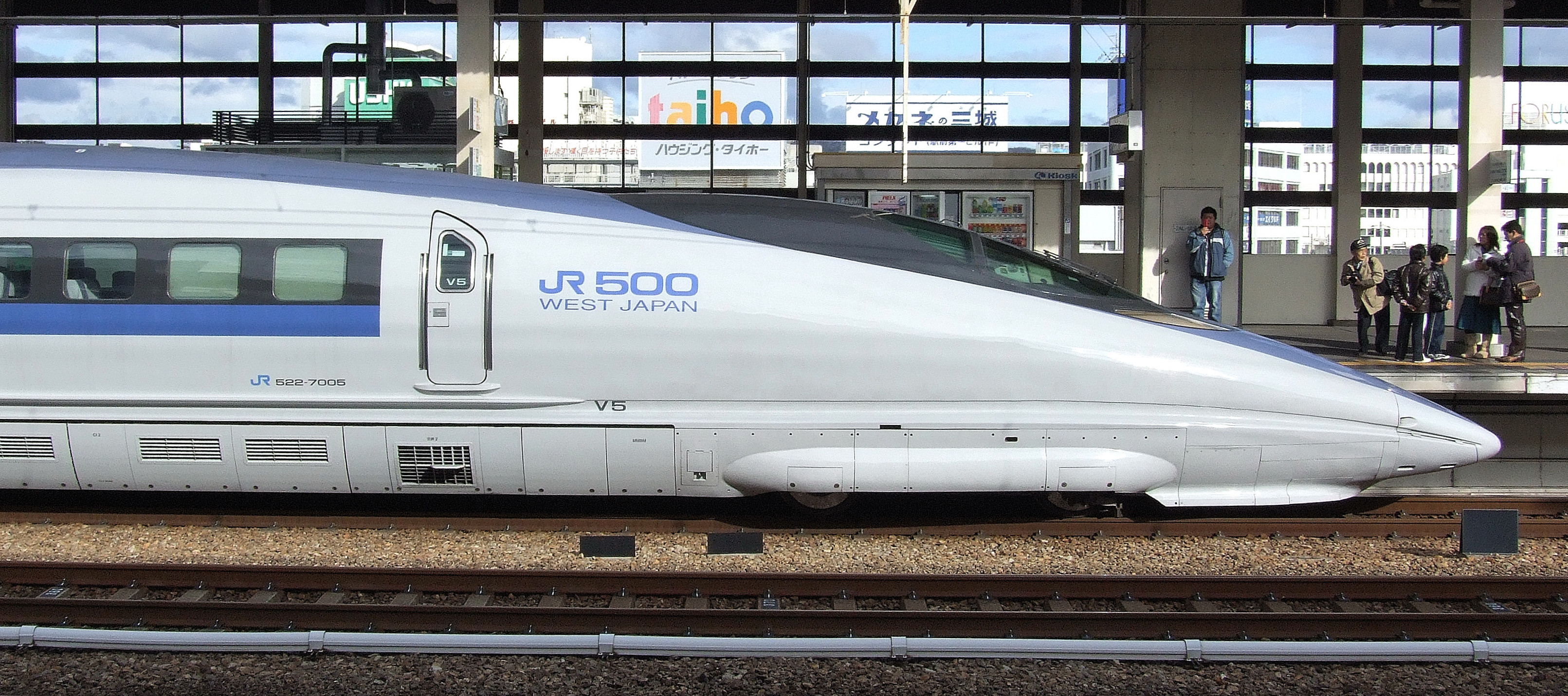
Markante, sehr lange Fahrzeugnase der Baureihe 500

Die Baureihe 500 wurde von JR West in Auftrag gegeben, um die Geschwindigkeit auf der San’yō-Shinkansen zu erhöhen und damit die Wettbewerbsfähigkeit ihres Angebotes gegenüber anderen Verkehrsträgern (Flugzeug, Auto, Reisebus) zu verbessern. Vorausgegangen waren Erprobungen mit der experimentellen Baureihe 500-900 („WIN350“). Die technische Anforderung an den neuen Zug sah somit eine Regelgeschwindigkeit von 320 km/h vor und lag damit deutlich höher als bei der zuvor zum Einsatz gekommenen Baureihe 700 (285 km/h). Um diese Anforderung in Einklang mit einem angemessenen Energieverbrauch (Luftwiderstand) und möglichst geringer Lärmbelastung (insbesondere Tunnelknall) bringen zu können, wurden die Nase der Endwagen mit 15 Metern sehr lang und spitz zulaufend gestaltet und der gesamte Zug erhielt einen nahezu runden Querschnitt. Wenngleich diese Formgebung für ihre Zeit revolutionär war und in vielerlei Hinsicht die Gestaltung späterer Shinkansen-Baureihen vorwegnahm, erfüllte die Baureihe 500 die an sie gesteckten Erwartungen nicht. Aus diesem Grund wurde die Baureihe 500 bereits rund zehn Jahre nach ihrem Betriebsbeginn auf den Super-Expressverbindungen nach Tokio von der Baureihe N700 verdrängt und wird seither in verkürzter Formation (V-Variante) ausschließlich auf langsameren Verbindungen eingesetzt.
Bis heute (Stand Dezember 2020) ist die Baureihe 500 die einzige von JR West eingesetzte Baureihe, die von ihr selbst entwickelt wurde.
Am 24. Juli 2024 wurde bekanntgegeben, dass die Baureihe bis 2027 ausgemustert werden soll.

## Technik & Design
Alle Achsen der Baureihe 500 werden durch 285 kW starke Wechselstrommotoren angetrieben. Damit verfügt er über eine Antriebsleistung von 18.240 kW. Technisch ist er für 370 km/h zugelassen, darf aber wegen der strengen Umweltschutzbestimmungen die San’yō-Shinkansen nur mit 300 km/h befahren. Zur Gewichtseinsparung wurde die Struktur der Wagen aus Aluminium-Honigwaben hergestellt, was u. a. zu den hohen Anschaffungskosten beitrug.
Der Zug verfügt über eine computergestützte aktive Radaufhängung.
Das Design wurde maßgeblich vom deutschen Designer Alexander Neumeister entwickelt. Für das Design der Baureihe 500 erhielt Neumeister, neben anderen Beteiligten, 1999 den Grand Prize – die zweithöchste Kategorie des jährlich ausgelobten Kaiserlichen Erfinderpreises (Imperial Invention Prize) durch das japanische Institute of Invention and Innovation. Erstmals wurde der Preis dabei an einen Ausländer vergeben.

### Inneneinrichtung
Die erste Klasse verfügt über eine 2+2-Bestuhlung, während in der zweiten Klasse eine 3+2-Bestuhlung vorhanden ist. In zwei Wagen können Reisende an Automaten Snacks und Getränke erhalten. Ein Bistro oder Bordrestaurant ist nicht vorhanden.

## Einsatz

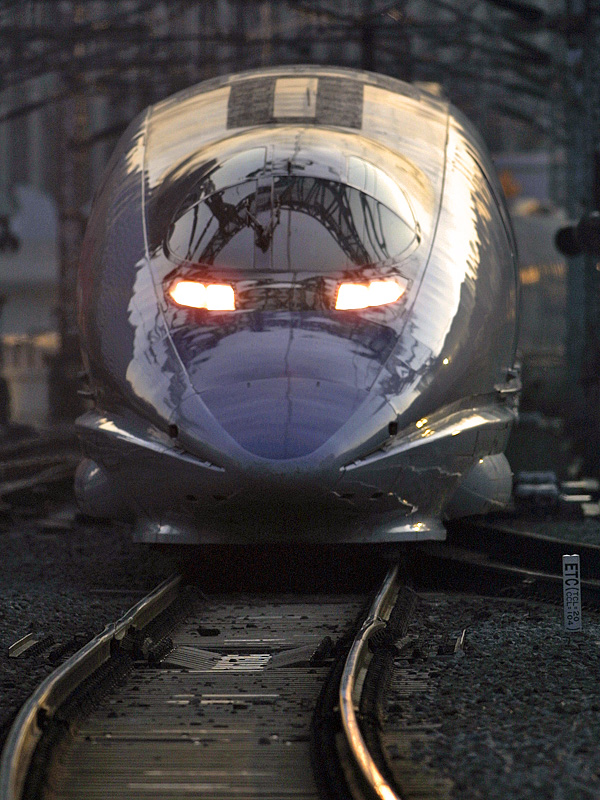
Baureihe 500 in der Nähe des Bahnhofs Tokio

Nach der Fertigstellung des vierten Zuges nahmen die ersten Fahrzeuge am 22. März 1997 ihren Dienst auf. Bis Mitte 1998 wurde der Fuhrpark auf insgesamt neun Fahrzeuge aufgestockt, wobei diese vergleichsweise niedrige Produktionszahl an den sehr hohen Kosten pro Zug von geschätzten 5 Mrd. Yen lag.
Die Züge verkehrten ursprünglich als Nozomi-Verbindung zwischen Hakata und Tokio. Für diese 1.069 Kilometer lange Strecke benötigten sie 4:49 Stunden. In der Sommerferiensaison wurden die Züge auch als Hikari Rail Star-Verbindung eingesetzt. Mit der zunehmenden Verfügbarkeit der Züge der Baureihe N700 wurde die Baureihe 500 von den Nozomi-Verbindungen abgezogen und sind seit März 2010 ausschließlich als Kodama-Verbindung auf der San’yō-Shinkansen zwischen Shin-Ōsaka und Hakata im Einsatz und verschwanden somit vollständig von der Tōkaidō-Shinkansen.

## Varianten

### Variante W (16 Wagen)
Die Variante W wurde 1994 von JR West angekündigt und der Prototyp wurde 1995 ausgeliefert. Die gesamte Flotte von neun Fahrzeugen wurde bis 1998 ausgeliefert. Die Baureihe 500 war die erste Shinkansen-Baureihe, die im regulären Fahrgastbetrieb bei 300 km/h betrieben wurde.
Die Wagen 5 und 13 der Variante W sind mit einem „T“-förmigen Stromabnehmer ausgestattet.

#### Wagenreihung

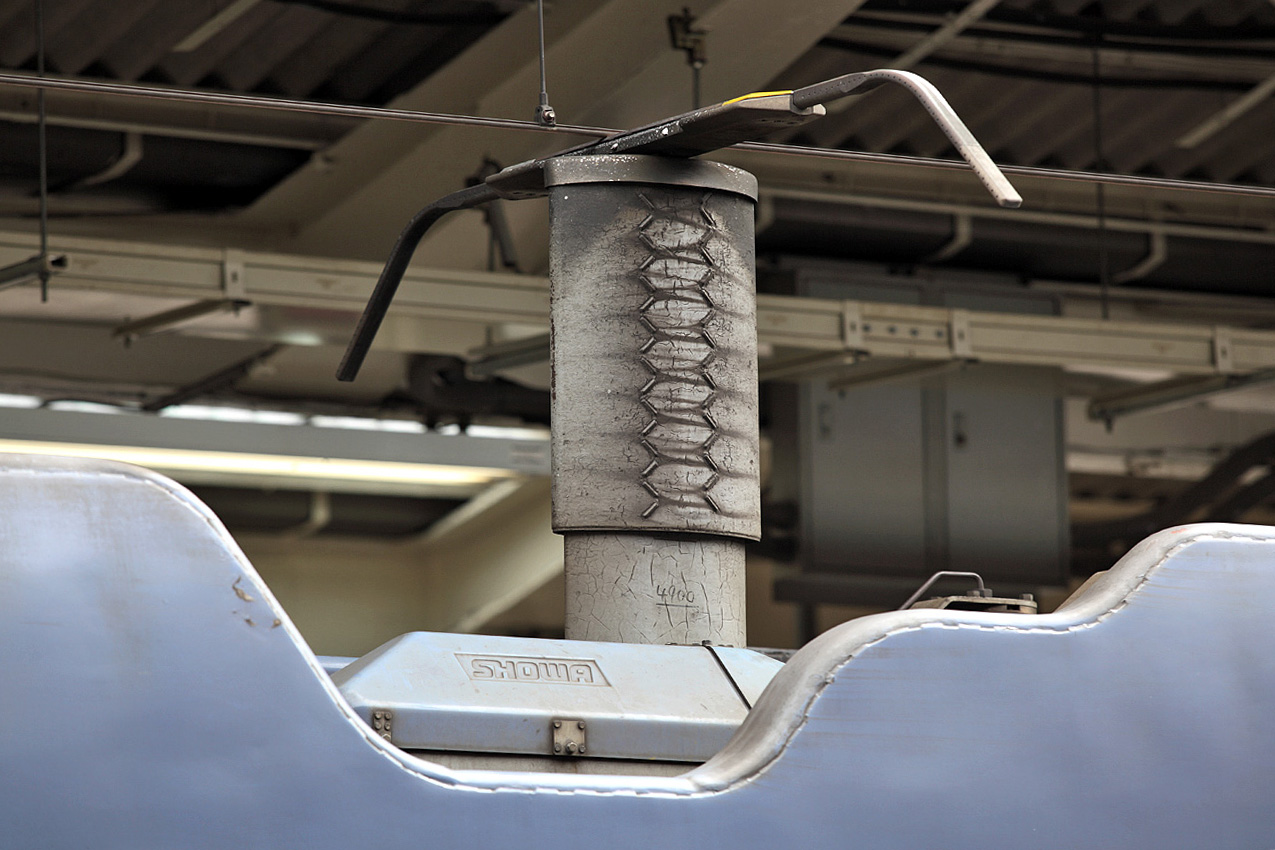
Stromabnehmer der Variante W

| Wagen Nr.          | 1   | 2   | 3   | 4   | 5   | 6   | 7       | 8   | 9   | 10  | 11      | 12      | 13  | 14  | 15  | 16  |
| ------------------ | --- | --- | --- | --- | --- | --- | ------- | --- | --- | --- | ------- | ------- | --- | --- | --- | --- |
| Kennzeichnung      | Mc  | M1  | Mp  | M2  | M'  | M1  | Mp      | Ms2 | Ms  | M1s | Mpkh    | M2      | M'  | M1  | Mp  | M2c |
| Nummerierung       | 521 | 526 | 527 | 528 | 525 | 526 | 527-400 | 518 | 515 | 516 | 527-700 | 528-700 | 525 | 526 | 527 | 522 |
| Sitzplatzkapazität | 53  | 100 | 90  | 100 | 95  | 100 | 75      | 68  | 64  | 68  | 63      | 100     | 95  | 100 | 90  | 63  |

### Variante V / 500-7000 (8 Wagen)
Auf Grund der Kritik am Fahrzeugkonzept und der zunehmenden Verfügbarkeit der Baureihe N700 wurden acht der neun Züge der Variante W zwischen 2008 und 2010 zu 8-Wagen-Einheiten neu zusammengestellt. Die überschüssigen Wagen wurden dabei verschrottet.
Sie sind seither auf den Kodama-Verbindungen der San’yō-Shinkansen im Einsatz. Der erste zur Variante V umgebaute Zug wurde am 28. März 2008 der Presse vorgestellt und ist seit dem 1. Dezember 2008 im Einsatz.
Die Höchstgeschwindigkeit der Variante V ist auf 285 km/h gedrosselt. Auf Wagen 2 und 7 wurde anstelle des „T“-förmigen Stromabnehmers der Variante W, ein klassischer Einholm-Stromabnehmer montiert.

#### Wagenreihung
| Wagen Nr.             | 1             | 2             | 3             | 4             | 5              | 6              | 7                  | 8              |
| --------------------- | ------------- | ------------- | ------------- | ------------- | -------------- | -------------- | ------------------ | -------------- |
| Kennzeichnung         | Mc            | M1            | Mp            | M2            | M              | M1             | Mpkh               | M2c            |
| Nummerierung          | 521-7000      | 526-7000      | 527-7000      | 528-7000      | 525-7000       | 526-7200       | 527-7700           | 522-7000       |
| Vorherige Bezeichnung | 521 (Wagen 1) | 526 (Wagen 2) | 527 (Wagen 3) | 528 (Wagen 4) | 525 (Wagen 13) | 516 (Wagen 10) | 527-700 (Wagen 11) | 522 (Wagen 16) |
| Sitzplatzkapazität    | 53            | 100           | 78            | 100           | 95             | 68             | 51                 | 63             |

### Flotte
Mit Stand Dezember 2020 sind von den neun ursprünglich ausgelieferten Züge der Baureihe 500 acht im Einsatz.
| Nummer (W-Variante) | Auslieferung      | Nummer (V-Variante) | Betriebsaufnahme als Variante V | Anmerkungen                                                                                    |
| ------------------- | ----------------- | ------------------- | ------------------------------- | ---------------------------------------------------------------------------------------------- |
| W1                  | 31. Januar 1996   | /                   | /                               | Vorserienfahrzeug; keine Umwandlung in Variante V; Zwischen 2012 und 2014 verschrottet         |
| W2                  | 3. Juli 1997      | V2                  | 14. Januar 2009                 | 2015–2018 in Neon Genesis Evangelion-Sonderbeklebung, seit 2018 in Hello Kitty-Sonderbeklebung |
| W3                  | 30. August 1997   | V3                  | 28. März 2008                   |                                                                                                |
| W4                  | 30. Oktober 1997  | V4                  | 27. Oktober 2008                |                                                                                                |
| W5                  | 20. Dezember 1997 | V5                  | 20. Mai 2008                    |                                                                                                |
| W6                  | 28. Januar 1998   | V6                  | 2. September 2008               |                                                                                                |
| W7                  | 26. Juni 1998     | V7                  | 10. Mai 2010                    |                                                                                                |
| W8                  | 28. August 1998   | V8                  | 29. Juni 2010                   |                                                                                                |
| W9                  | 18. Oktober 1998  | V9                  | 24. Februar 2010                |                                                                                                |

## Neon Genesis Evangelion-Project

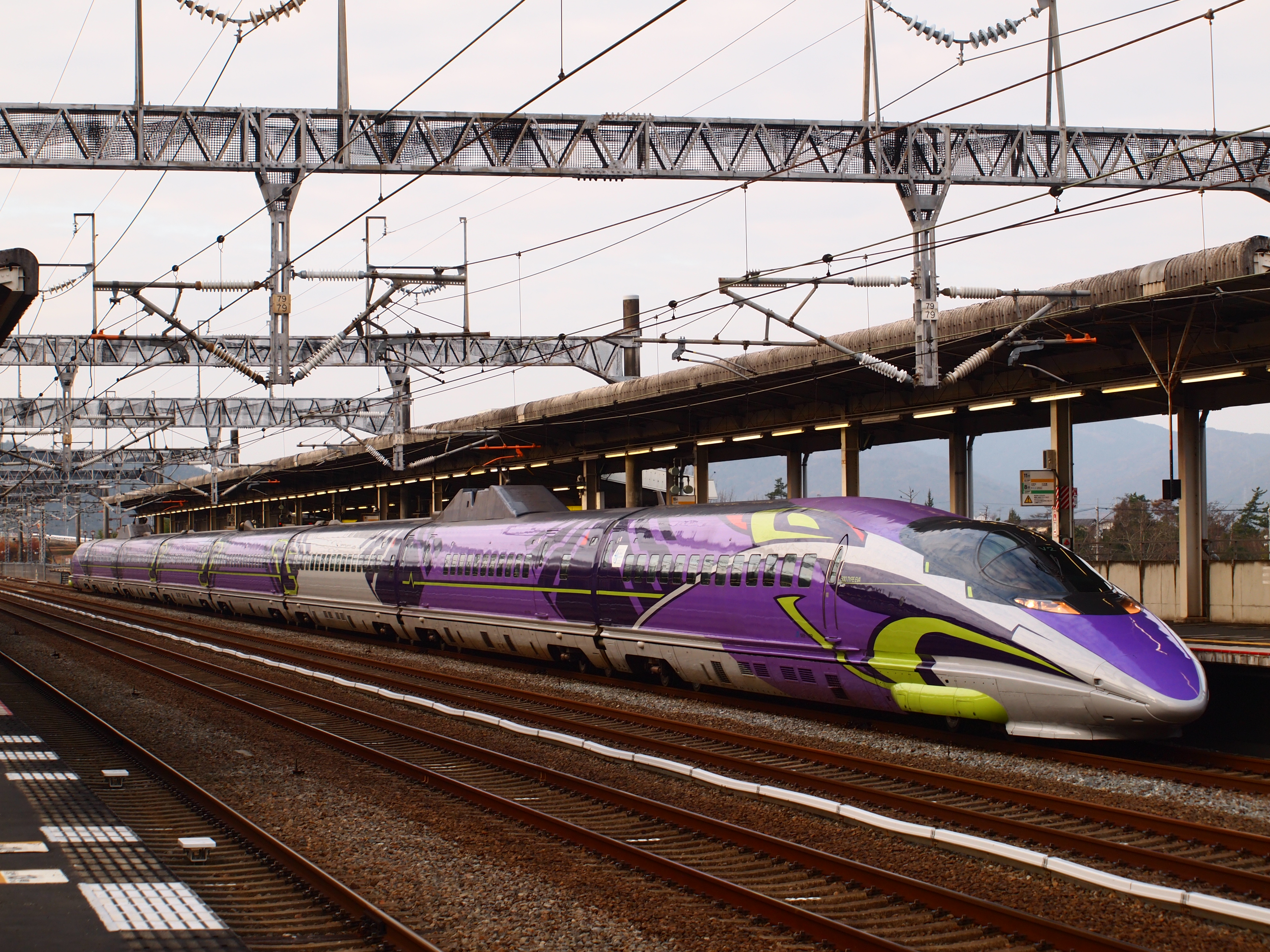
Sonderzug 500TYPE EVA

Anlässlich des 20. Jubiläums des Starts der Anime-Serie Neon Genesis Evangelion wurde im November 2015 die Garnitur V2 zum 500TYPE EVA Project umgestaltet. Die äußere Farbgebung und grafische Gestaltung wurde der Evangelion Einheit 01 (Shogōki) nachempfunden. Der erste Wagen wurde zum Ausstellungsraum zur Anime-Serie umgestaltet, inklusive einem Cockpit-Simulator des Kampfroboters. Im direkt anschließenden Passagierwagen wurden Sitzbezüge, Sonnenblenden und Wegeleitsystem dem grafischen Stil der Serie nachempfunden. Der Zug wurde zwischen November 2015 und Mai 2018 als Kodama-Verbindung einmal täglich zwischen Hakata und Shin-Ōsaka eingesetzt.

## HelloKitty Shinkansen

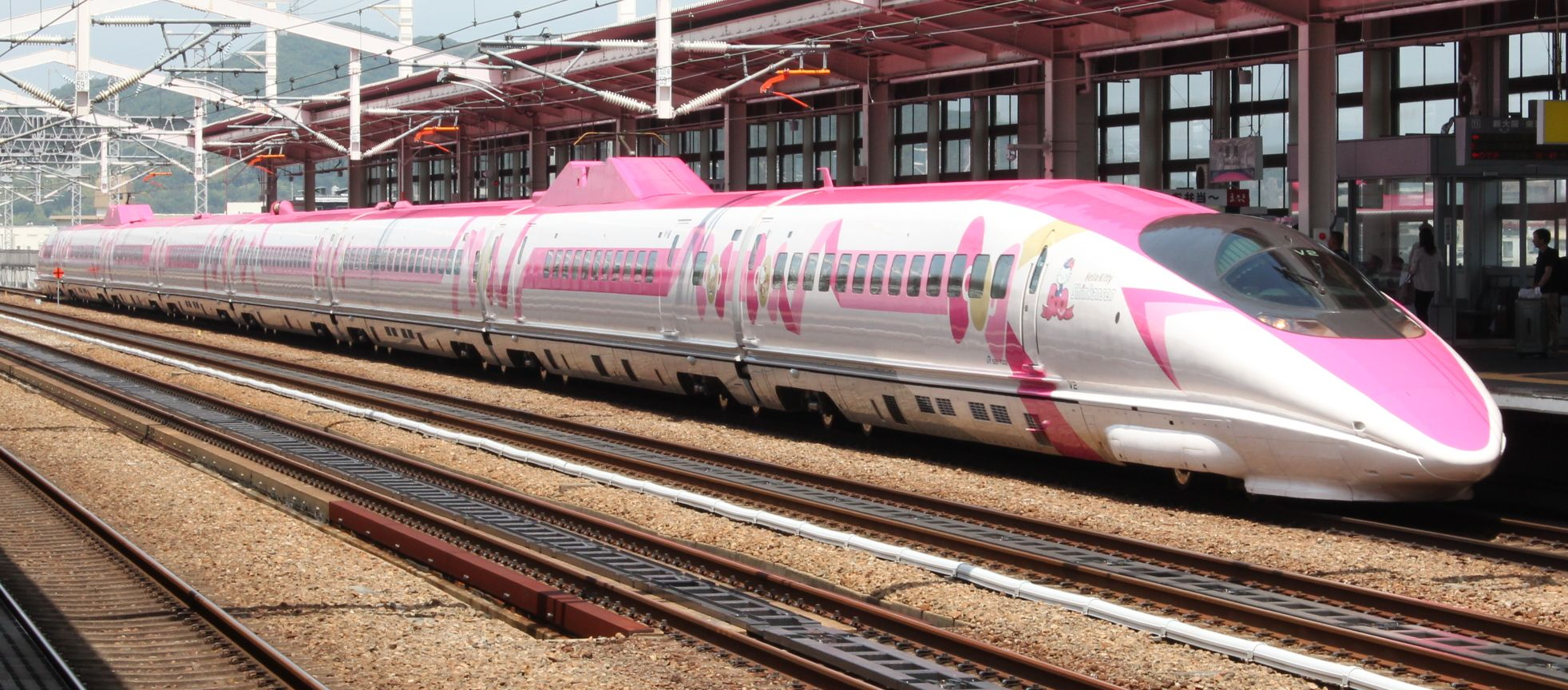
HelloKitty Shinkansen in Himeji

Im März 2018 kündigte JR West an, dass ab Sommer 2018 ein Garnitur V2 eine weitere besondere Gestaltung erhalten wird: Aufbauend auf dem Erfolg des 500TYPE EVA Project wurde der Zug im Stile von Hello Kitty gestaltet und kommt seither ebenfalls auf bestimmten Kodama-Verbindungen zwischen Hakata und Shin-Ōsaka zum Einsatz.